# Djoma
Die Djoma (russisch Дёма; baschkirisch Дим/Dim) ist ein 535 km langer linker Nebenfluss der Belaja westlich des Ural in Russland.

## Verlauf
Die Djoma entspringt in einer Höhe von etwa 390 m am nordwestlichen Ende des Höhenzuges Obschtschi Syrt, an seinem Übergang zum Bugulma-Belebeier Höhenzug, gut 60 Kilometer nordwestlich der Stadt Meleus im Südwesten Baschkortostans. Sie fließt anfänglich in südwestlicher Richtung, erreicht die Oblast Orenburg und wendet sich in einem breiten Tal nach Nordwesten. Nach mehreren Dutzend Kilometern nimmt der Flusslauf eine nordöstliche bis nördliche Richtung ein, erreicht wieder Baschkortostan und durchschneidet den Höhenzug erneut. Danach verbreitert sich das Flusstal wieder. Ab dem Mittellauf mäandriert der Fluss stark und hat eine Vielzahl von Altarmen hinterlassen.
Die Djoma mündet am Südwestrand der Republikhaupt- und Millionenstadt Ufa in den Kama-Nebenfluss Belaja (Agidel). Der links von Belaja und Djoma einige Kilometer abseits gelegene, früher selbständige Stadtteil trägt nach dem Fluss den Namen Djoma. Bis zum Bau der Eisenbahnstrecke Samara – Ufa – Slatoust – Tscheljabinsk Ende des 19. Jahrhunderts, die wenig später Teil der ursprünglichen Strecke und heutigen Südroute der Transsibirischen Eisenbahn wurde, mündete die Djoma mehrere Kilometer unterhalb. Um nur eine Eisenbahnbrücke über die Belaja bauen zu müssen, wurde ein rund einen Kilometer langer künstlicher Flussabschnitt geschaffen, durch den die Djoma seither oberhalb der Brücke mündet.
Größere Nebenflüsse besitzt die Djoma nicht; die bedeutendsten sind Sadak, Meneus und Kursak von links sowie Tjater und Ujasy von rechts. Neben Ufa liegen am Fluss das große Dorf Rajewski, die Stadt Dawlekanowo und in einigen Kilometern Entfernung die Siedlung städtischen Typs Tschischmy.

## Hydrographie
Das Einzugsgebiet der Djoma umfasst 12.800 km². Am Unterlauf ist sie etwa 70 Meter breit und rund zwei Meter tief; die Fließgeschwindigkeit beträgt dort 0,5 m/s. Die mittlere Abflussmenge an der Mündung beträgt 35 m³/s.

## Wirtschaft und Infrastruktur
Die Djoma ist nicht schiffbar. Sie durchfließt vorwiegend landwirtschaftlich genutztes Gebiet.
Im Bereich der Oblast Orenburg folgt der linken Seite des Flusses die Fernstraße 1R239, die Kasan über Tschistopol und Bugulma mit Orenburg verbindet. Ab dem Mittellauf oberhalb Rajewski folgt die Eisenbahnstrecke Samara – Ufa – Tscheljabinsk dem Verlauf der Djoma, auf kurzen Abschnitten auch unmittelbar am Fluss. Nahe Ufa überqueren unter anderem die Bahnstrecke Ufa – Orenburg und die südliche Umgehungsstraße um Ufa im Verlauf der Fernstraße M5 den Fluss.